# 3021 Lucubratio
3021 Lucubratio è un asteroide della fascia principale. Scoperto nel 1967, presenta un'orbita caratterizzata da un semiasse maggiore pari a 3,1805274 UA e da un'eccentricità di 0,2548340, inclinata di 16,54158° rispetto all'eclittica.
Il nome dell'asteroide riprende una locuzione latina che significa "lavoro notturno".